# Bão Chanthu (2021)
Bão Chanthu (tên JTWC: 19W, tên Philippines: Kiko) là một cơn bão mạnh cấp 5 (cấp lớn nhất của Thang bão Saffir-Simpson) đổ bộ trực tiếp vào Đài Loan gây ảnh hưởng nhẹ. Bão số 5 tức bão Conson cũng bị tương tác bởi cơn bão này. Bão hình thành từ một vùng thấp rồi mạnh lên thành Bão Chanthu sau đó được gán tên Kiko. Ngày 07 đến 08 bão đã mạnh lên thành cấp 5. Bão suy yếu thành cấp 3 rồi đổ bộ vào Đài Loan và đi vào Nhật Bản ngày 17 tháng 9. Bão chuyển thành xoáy thuận ngoại nhiệt đới vào chiều 18 tháng 9 và tan ngày 19 tháng 9.

## Cấp bão
Cấp bão Nhật Bản: 115 kt - 905 hPa - Bão cuồng phong
Cấp bão Hoa Kỳ: 155 kt - Siêu bão cuồng phong cấp 5
Cấp bão Trung Quốc: 68 m/s (Cấp 19) - 905 hPa - Siêu bão cuồng phong
Cấp bão Đài Loan: 58 m/s -  Siêu bão cuồng phong
Cấp bão Hồng Kông: 240 km/h - Siêu bão
Cấp bão Hàn Quốc: 58 m/s - Siêu bão
Cấp bão Philippines: 215 km/h - Bão cuồng phong

## Lịch sử khí tượng
Cuối ngày 4 tháng 9, có một vùng áp thấp được JMA theo dõi đã mạnh lên thành áp thấp nhiệt đới. ATNĐ này được JTWC theo dõi và được gán số hiệu 19W. Ngày 5 tháng 9, JMA và JTWC nâng cấp 19W thành bão nhiệt đới và được gán tên Chanthu.

Bão Chanthu đổ bộ vào Philippines ngày 10 tháng 9 với gió giật hơn 300 km/h

 Suốt 48h từ tối 5/9 đến tối 7/9, bão mạnh lên từ bão nhiệt đới đến siêu bão cấp 5. Bão suy yếu và mạnh lên lại giữa 2 cấp siêu bão cấp 4 và cấp 5. Ngày 10/9, sức gió 10 phút đã đạt tới 115 kn (215 km/h; 130 mph) gió giật đến 175 kn (325 km/h; 200 mph). Vào ngày 13 tháng 9 bão suy yếu đến cấp 1. 15 tháng 9, bão suy yếu thành bão nhiệt đới và dừng di chuyển đến 17 tháng 9. Bão suy yếu thành áp thấp nhiệt đới và tan thành tàn dư ngày 18 tháng 9. Bão tan vào 18:00 UTC ngày 18 tháng 9.